# Відкритощелепні
Відкритощелепні (лат. Ectognatha або Amyocerata) — раніше виділюваний підклас комах, що характеризується «звичайною» будовою ротового апарату, на відміну від прихованощелепних. До відкритощелепних належить переважна більшість комах. Іноді тільки відкритощелепних називають комахами (одночасно переносячи на них назву Insecta), але така точка зору не має під собою серйозних підстав.[джерело?]

## Проблеми класифікації
Існують кілька варіантів класифікації відкритощелепних. У двох з них щетинохвостки не визнаються як голофілетичний таксон, і одна з груп щетинохвосток пропонується як сестринська до крилатих комах. У найпоширенішому варіанті відкритощелепні поділяються на два інфракласи: Triplura та Pterygota. В класифікаціях, заснованих на гіпотезі про поліфілію крилатих комах, відкритощелепних поділяють і на більше число рівноправних таксонів. З виділенням прихованощелепних у рівноправний клас нарівні з комахами у складі надкласу шестиногих, таксон відкритощелепних став тотожний комахам.

## Загальні ознаки
Відкритощелепних об'єднують такі ознаки:
1. В антені лише два членики приводяться в рух м'язами: руків'я приводиться в рух м'язами, розташованими в голові, і містить у собі м'язи, що рухають другий членик — ніжку. Всередині ніжки розташовується джонстонів орган — слуховий орган, у якого сколопси прикріплені до співчленової мембрани між руків'ям і ніжкою. Від ніжки відходить також вдруге розчленований джгутик, що в найпримітивніших відкритощелепних складається з великого невизначеного числа члеників і має щетинкоподібну форму. Така форма джгутика пов'язана з тим, що в процесі онтогенезу число члеників джгутика зростає за рахунок ділення навпіл члеників у проксимальній частині джгутика і подальшого їх подовження. У багатьох крилатих комах число вторинних члеників стабілізується і джгутик набуває іншої форми (булавоподібної, веретеноподібної тощо);
2. Є 3 тім'яних простих вічка. Ці вічка, на відміну від складних очей, іннервуються не від зорових часток мозку, а від особливого вічкового центру. Вони є гомологічними науплиальним очам ракоподібних, деяким фоторецепторам хеліцерових і, ймовірно, тім'яним вічкам трилобітів, тобто мають давнє походження. Особливістю ж вічок відкритощелепних комах є те, що переднє з них непарне, утворене злиттям пари вічок. Функція їх до кінця не з'ясована, неясно також, чому вони зазнали редукції у багатоніжок і прихованощелепних комах (доказом початкової наявності двох пар тім'яних вічок в останніх служить виявлення їх внутрішніх гомологів у ногохвосток);
3. Є тенторіум (tentorium) — ендоскелет голови, має ектодермальне походження. До складу тенторіума входить пара передніх рук і задній тенторіальний міст. Передні руки тенторіуму — це апофізи, що починаються від переднього краю головної капсули поблизу передніх виростків мандибул. На зовнішній поверхні голови помітна пара заглиблень — передніх тенторіальних ямок, що ведуть до передніх рук тенторіума. Зовні ці ямки нерідко з'єднані поперечною борозенкою, що розділяє лоб і наличник. Задній тенторіальний міст утворює пара злитих між собою апофізів, що починаються в задній частині голови між основами максил і нижньої губи і зливаються під стравоходом, над вентральним нервовим ланцюжком і позаду навкологлоткових коннектив. Зовнішні заглиблення, що ведуть у задній міст, називаються задніми тенторіальними ямками. На думку деяких авторів, передні руки тенторіума є гомологічними фольземовим рукам ногохвосток і аподемам фультур багатоніжок;
4. Лапка вдруге розчленована на 5 члеників (тарзитів), що не мають власних м'язів. У багатьох відкритощелепних відбувається вторинне зменшення числа члеників аж до повної втрати розчленованості, але ніколи не буває більше 5 члеників. В інших групах неповновусих лапки або нерозчленовані, або розчленовані на кілька члеників (завжди менше 5);
5. У самок є яйцеклад (oviductus), утворений складеними разом гонапофізами (gonapophyses) — своєрідними парними вентральними придатками VIII і IX сегментів черевця, званими також першими і другими стулками яйцеклада. Гонапофізи являють собою довгі вирости, що відходять від кутів кокситів. Існує припущення, що вони є видозміненими залишками сегментів своїх кінцівок. Завдяки тому, що IX сегмент черевця у самиці практично повністю редукований, і його коксити майже до основи всунуті під коксити VIII сегмента, основи обох пар гонапофізів виявляються щільно притиснутими одна до одної, утворюючи яйцеклад. У різних груп крилатих комах яйцеклад редукується, а як функціональна заміна йому утворюється вторинний яйцеклад різних типів;
6. Статевий отвір самця відкривається на межі IX та X сегментів черевця, а не VIII і IX, як у прихованощелепних. Зазвичай статевий отвір відкривається на пенісі, який являє собою виріст у зчленуванні IX стерніта з X сегментом. Цікаво, що у щетинохвосток пеніс, хоча і є, але ніколи не вводиться в статеві шляхи самиці, тому деякі дослідники вважають, що його вихідна функція не була пов'язана з копуляцією;
7. На нижній стороні X сегмента замість непарного стерніта є пара парапроктів (paraprocti), а позаду X тергіта є епіпрокт (epiproctus), що вважається рудиментом XI сегмента черевця; крім того, кінець черевця, крім церків, несе непарний парацерк, що має аналогічну церкам будову і в більшості високоорганізованих груп відкритощелепних вдруге втрачений. Існують гіпотези про початкову наявність парацерка у двохвостів, тому апоморфний статус парацерка спірний. Неясне і його походження;
8. Сегментарні дихальця грудей втрачені (на відміну від двохвостів і безвусикових).